# Scotina gracilipes
Scotina gracilipes – gatunek pająka z rodziny obniżowatych.
Gatunek ten opisany został w 1859 roku przez Johna Blackwalla jako Agelena gracilipes. W 1873 roku Tamerlan Thorell umieścił go w rodzaju Liocranum, a w tym samym roku Anton Menge przeniósł go do rodzaju Scotina. Klasyfikowany bywał również w rodzaju Agroeca, m.in. w 1902 roku przez Friedricha W. Bösenberga.
Samce osiągają od 2,4 do 3,2 mm, a samice od 2,6 do 3,8 mm długości ciała. Karapaks zmierzony u 15 samców miał od 1,21 do 1,53 mm długości oraz od 0,95 do 1,29 mm szerokości, zaś u 43 samic od 1,12 do 1,52 mm długości i od 0,85 do 1,16 mm szerokości. Ubarwienie karapaksu jest brązowe z czarnymi brzegami i często ze słomkowobrązowymi liniami. Jasnożółtawobrązowe do brązowych szczękoczułki mają po 4 ząbki na przedniej i 3 zęby na tylnej krawędzi. Sternum ma kolor słomkowobrązowy. Barwa odnóży według jednego źródła jest żółtawobrązowa z ciemniejszymi rzepkami, goleniami i nadstopiami, a według innego czarna z jasnożółtymi biodrami. Opistosoma (odwłok) ma brązowy z ciemnymi paskami spód, zaś wierzch ciemnołupkowoszary lub oliwkowoczarny z wzorem barwy rudobrązowej, jasnobrązowej lub żółtej.
Nogogłaszczki samca mają małą i zakrzywioną apofizę tegularną, w około połowie tak długą jak goleń, szeroką i na szczycie skośnie ściętą apofizę retrolateralną oraz mały, krótki, ostro zakrzywiony embolus o szerokiej i wydłużonej nasadzie. Płytka płciowa samicy ma przód częściowo podzielony owłosioną przegrodą, po przednich bokach której leżą otwory kopulacyjne, zaś środek zaopatrzony w biegnące równolegle beleczki kutykularne. Przewody kopulacyjne są na przedzie cienkie. Kształt zbiorników nasiennych jest najszerszy na środku.
Pająk znany z Irlandii, Wielkiej Brytanii, Francji, Belgii, Holandii, Niemiec, Szwajcarii, Danii, Szwecji, Norwegii, Finlandii, Polski, obwodu królewieckiego, Estonii, Słowenii i Chorwacji. Zamieszkuje świetliste lasy iglaste, wrzosowiska i suche łąki. Bytuje wśród ściółki, mchów i jałowców. Dojrzałe samice są aktywne przez cały rok, zaś samce od kwietnia do października.